# 若水 (米)
若水（わかみず）は、1983年（昭和58年）に愛知県で育成されたイネ（稲）の品種。酒米の一つ。「五百万石」を花粉親、「あ系酒101」を種子親とする交配によって、「五百万石」の耐倒伏性強化を目的に育成された。

## 品種特性
熟期は早生、あるいは地域によっては中生。耐倒伏性と耐冷性に優れるものの、耐病性は劣る。茨城県・栃木県・群馬県から大分県にかけて、広く栽培されている。
千粒重は26.3gとやや大粒で、心白発現率は高い。心白は大きく、タンパク質含量はやや高い。
品種名は、酒米として神酒の原料となることに鑑み、元旦に神棚に供える若水から名付けられた。